# Staro mesto Plovdiv
Staro mesto Plovdiv je arhitekturni in zgodovinski rezervat na treh gričih Plovdiva: Nebet tepe, Džambaz tepe in Taksim tepe.
Kompleks je nastal kot rezultat dolgega zaporedja bivanja od prazgodovine do danes in združuje kulturo in arhitekturo iz antike, srednjega veka in bolgarskega preporoda. Staro mestno jedro v Plovdivu je od leta 2004 vključeno na Unescov poskusni seznam svetovne dediščine.

## Starodavni spomeniki

### Nebet tepe
Nebet Tepe je eden od gričev Plovdiva, kjer je bilo ustanovljeno starodavno mesto. Najzgodnejše naselbine na Nebet tepeju segajo v leto 4000 pred našim štetjem. Mesto so najprej naselili Tračani, kasneje pa sta ga razširila Filip II. Makedonski in Rimsko cesarstvo. Ko se je mesto širilo, je Nebet tepe postal citadela mestne akropole. Obstajajo ostanki trdnjavskega obzidja, stolpov in poterna iz Justinijanovega obdobja, ki vodi do reke Marice.

### Antično gledališče
Rimsko gledališče v Plovdivu je eno najbolje ohranjenih antičnih gledališč na svetu. Zgrajeno je bilo v času rimskega cesarja Trajana (vladal 98–117 n. št.), sprejme od 5000 do 7000 gledalcev in je trenutno v uporabi. Gledališče je eden najdragocenejših spomenikov iz antičnega mesta Filipopolis.

### Hisar Kapia
Hisar Kapia so srednjeveška vrata v starem mestnem jedru Plovdiva, zgrajena v 11. stoletju našega štetja na temeljih vrat iz rimskih časov (verjetno iz 2. stoletja našega štetja). Hisar Kapia je eden od treh vhodov (vzhodni, severni in južni) v akropolo starodavnega Filipopolisa. V času vladavine Osmanskega cesarstva so bile v ostanke starega kamnitega obzidja okoli vrat vzidane hiše za oživitev.

### Vzhodna vrata Filipopolisa
Vzhodna vrata Filipopolisa so eden od treh vhodov v starodavno mesto, ki so bili odkriti v Plovdivu. Vrata so bila zgrajena na glavni cesti proti Bizancu in Bosporju. Prvotno zgrajena v 2. stoletju našega štetja v času vladavine Hadrijana, so bila vrata in kompleks okoli njih v celoti obnovljena v 4. stoletju in delno popravljena v 5. stoletju. Vrata so imela en širok osrednji vhod in dva ožja stranska vhoda. Za zaščito med napadi sta bila na obeh straneh vrat zgrajena dva stražna stolpa.
- Kamnit zid na Nebet tepe
- Antično gledališče
- Hisar Kapia
- Vzhodna vrata

## Novejša arhitektura
Plovdiv je postal pomembno gospodarsko središče v obdobju preporoda v Bolgariji.

### Balabanova hiša
Balabanova hiša je simbol kulturnega življenja v Plovdivu. Gosti številne prireditve, kot so gledališke predstave, koncerti, razstave, literarna branja. Hiša je bila zgrajena v 19. stoletju v bližini trga sv. Konstantina in Elene. Široka vhodna vrata vodijo v dolgo, visoko stropno vežo, okoli katere so razporejeni stanovanjski in poslovni prostori. Notranje stopnišče vodi v veliko, zastekljeno dvorano z bogato okrašenim lesenim stropom v drugem nadstropju. Dvorana je obdana s štirimi sobami, okrašenimi z obnovljenim starinskim pohištvom, tkaninami in drugimi predmeti, ki prikazujejo okus bogatih meščanov Plovdiva v 19. stoletju.

### Danova hiša
Danova hiša je zgrajena na ostankih utrdbenega obzidja Filipopolisa. Hiša je poimenovana po Hristu G. Danovu - očetu organiziranega knjižnega založništva v Bolgariji, ki je živel v njej. Notranjost je sestavljena iz cvetličnih fresk, poslikanih medaljonov, pokrajin in portretov filozofov iz stare Grčije. Razstavljena je pristna zidana peč. Hiša gosti razstavo zgodovinskega muzeja v Plovdivu, posvečeno knjižnemu založništvu v Bolgariji v 19.

### Hiša Kujumdžioglu
Hiša Argirja Hristova Kujumdžiogluja, trgovca iz Plovdiva, je bila zgrajena leta 1847. Bil je ugleden domači trgovec, ki je imel podjetje na Dunaju. Hišo je zgradil Hadži Georgi iz rodopske vasi na Kosovu in je bila opisana kot odličen primer baročne arhitekture Plovdiva iz sredine 19. stoletja. Hiša ima simetrično fasado; visoka je dve nadstropji na zahodni strani in štiri nadstropja na vzhodni strani, ki uporablja naravno denivelacijo. Hiša Kujumdžioglu se razprostira na 570 kvadratnih metrih. Ima 12 sob in zračnih salonov ter 130 oken. Tako notranja kot zunanja dekoracija hiše temelji na prefinjenih cvetličnih motivih. Vsaka soba ima izrezljan leseni strop. Hiša ima notranje dvorišče z vrtom, marmornato fontano in vodnjakom. Po osvoboditvi Bolgarije izpod osmanske oblasti leta 1878 je Argir Kujumdžioglu zapustil Plovdiv in se naselil v Carigrad. Od leta 1898 do 1902 je hiša služila kot dekliški internat. Nato ga je uporabljala mlinarska tovarna Garabet Karagjozjan, kot skladišče moke in kot tovarna kisa. Leta 1930 ga je kupil grški trgovec s tobakom iz Hamburga Antonio Colaro. Colaro je nameraval porušiti hišo in zgraditi skladišče tobaka, vendar mu je občina Plovdiv zavrnila dovoljenje. Občina je hišo kupila leta 1938, jo prenovila in uredila etnografski muzej.

### Hindliyanova hiša
Hiša trgovca in posestnika Stefana Hindlijana je bila zgrajena leta 1835. Hiša je povezana s sosednjo Balabanovo hišo, ki tvori impresiven ansambel renesančnih hiš. Sprednji vhod tvori notranji osrednji portik. V središču pritličja je pravokotna dvorana, ki jo obdajajo trije veliki prostori. Notranja in zunanja dekoracija hiše Hindlijan je ena najbolj bogato okrašenih v starem mestnem jedru Plovdiva. Dekoraterja Moko in Mavrudi iz Čirpana sta več kot šest mesecev delala na poslikavi sten s stebri, girlandami floralnih in geometričnih ornamentov, vinjetami in krajinskimi kompozicijami iz Cargrada, Benetk, Stockholma. Stropi so poslikani z orientskimi vzorci. Klet v severnem delu stavbe je bila namenjena hrambi dragocenosti. Ima trdna železna vrata in debele okenske rešetke. Notranjost hiše Hindlijan je okrašena s pristnim starinskim pohištvom.

### Hiša Lamartine/Mavridi
Hiša trgovca Georgija Mavridija je bila zgrajena v letih 1829–1830. Je ena največjih in najbolj simetričnih zgradb v starem mestnem jedru Plovdiva. Objekt je prilagojen zelo razgibanemu terenu, kar kaže na visoko kakovost izdelave mojstrov. V tej hiši je leta 1833 tri dni ostal francoski pesnik Alphonse de Lamartine, ko se je vračal s potovanja po Bližnjem vzhodu. Od takrat je hiša povezana z njegovim imenom. Trenutno gosti razstavo, posvečeno življenju in delu francoskega pesnika in politika.